# Ledo-Straße

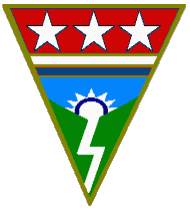
Abzeichen der Bautrupps für die Ledo-Straße

Die Ledo-Straße (englisch Ledo Road, auch „Stilwell-Road“) verbindet Ledo im indischen Bundesstaat Assam mit der chinesischen Stadt Kunming in der Provinz Yunnan. Sie wurde während des Zweiten Weltkriegs zwischen Dezember 1942 und Januar 1945 als Ersatz für ein von japanischen Truppen eingenommenes Teilstück der Burmastraße erbaut und diente der Lieferung von Nachschub an die nationalchinesischen Truppen durch die westlichen Alliierten. Anfang 1945 wurde sie von Chiang Kai-shek in Stilwell-Straße (engl. Stilwell-Road) umbenannt; nach General Joseph Stilwell, dem Chiang Kai-shek von der US-Führung zur Seite gestellten Stabschef und ranghöchstem US-amerikanischen Offizier auf dem Kriegsschauplatz China-Burma-Indien.

## Verlauf

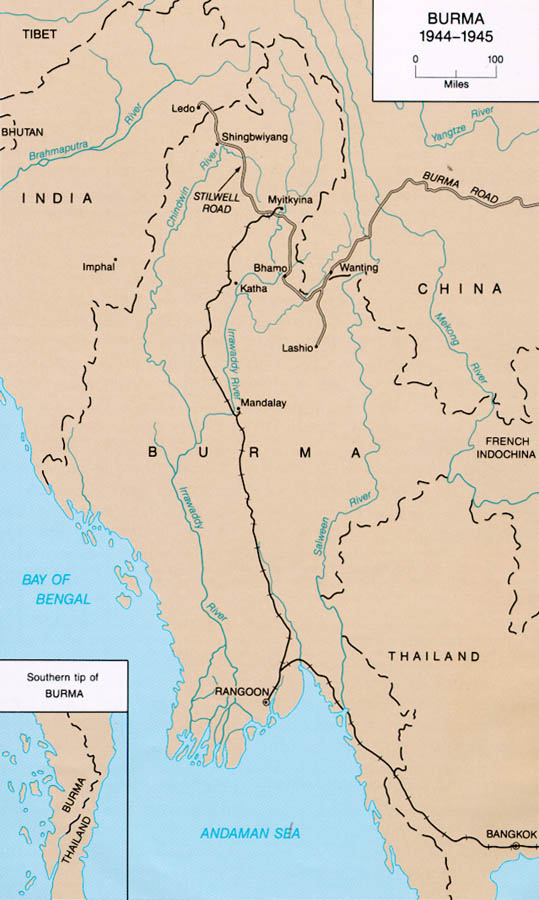
Burma- und Ledostraße (1944–1945)

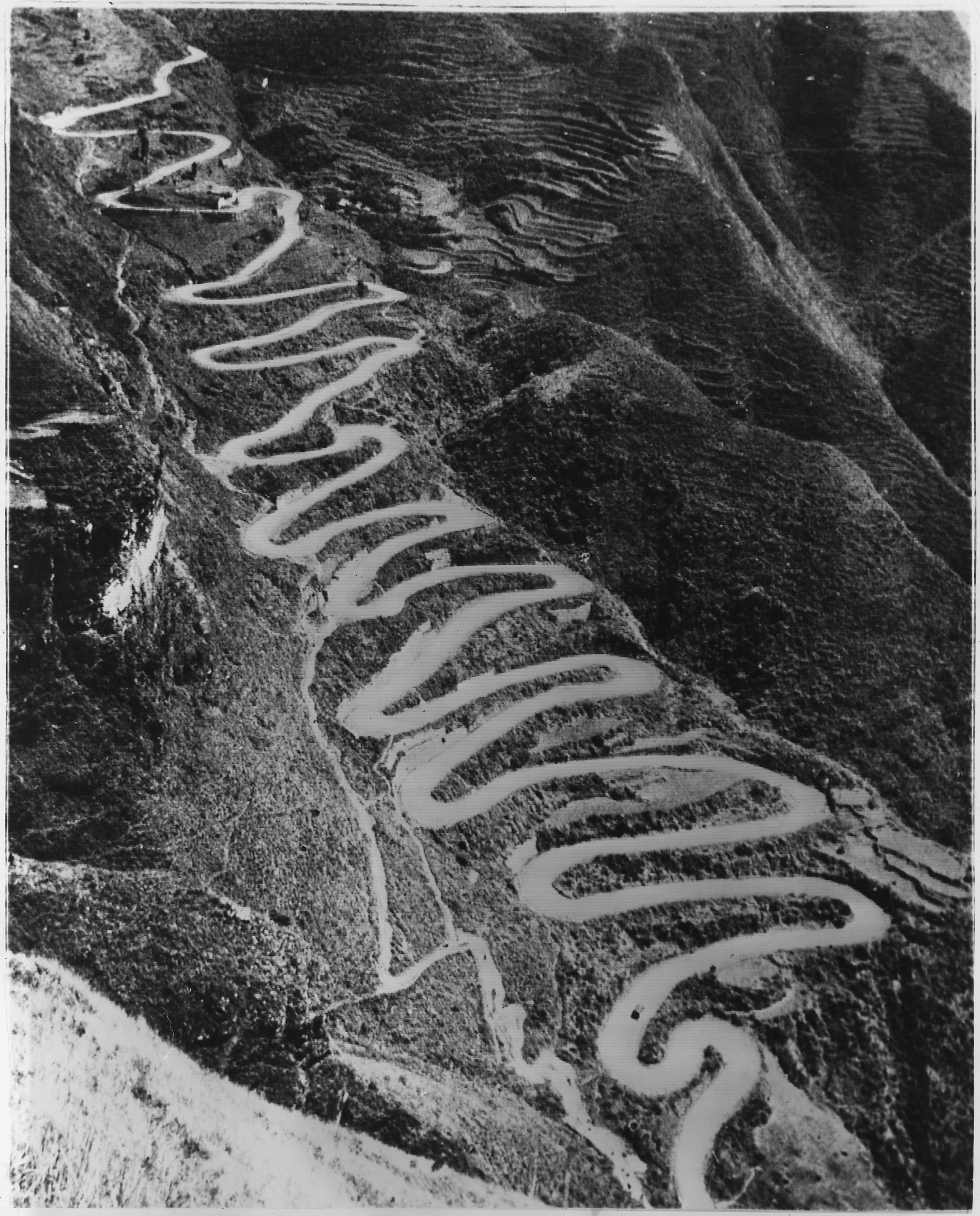
Ein Abschnitt der Ledo-Straße

Die Ledo-Straße verläuft von Ledo in Indien, dann auf burmesischem Gebiet über Myitkyina bis nach Mongyu. Dort trifft sie auf die Burmastraße, die weiter bis Kunming in China führt. Die untenstehende Distrikteinteilung beruht auf den zum Bau der einzelnen Abschnitten zugeteilten Baueinheiten:
- Distrikt I: Ledo – (Patkai Berge – Pangsau Pass) – Tagap Ga – Kumkidu – (Hukawng Tal) – Shingbwiyang
- Distrikt II: Shingbwiyang – Tingkawk Sakan – Shaduzup – Warazup – Namti
- Distrikt III: Namti – Myitkyina (Hauptquartier) – Nampaung – Nalong – Myothit – Bhamo
- Distrikt IV: Bhamo – Namhkam – Mongyu (Burmastraße) – Wanting[1]

Die Länge der Straße beträgt zwischen Ledo und Mongyu, wo sie auf die Burmastraße trifft 748 km. Ihre höchste Stelle erreicht sie mit 1400 m am Pangsau-Pass, der von den Arbeitern wegen der großen Schwierigkeiten beim Bau auch Höllenpass genannt wurde. Die Straße überquert 10 große und 155 kleinere Flüsse.

## Hintergrund und Planung
Burma war bis 1937 Teil des Kaiserreichs Indiens und wurde in diesem Jahr zur britischen Kronkolonie erklärt. Während des Zweiten Japanisch-Chinesischen Kriegs versorgten die Briten und Amerikaner die nationalchinesischen Truppen über die Nachschub- und Versorgungslinien, die über die östlichen Ausläufer des Himalaya verliefen. Am 17. Juli 1940 schlossen die Briten unter massivem diplomatischen Druck der Japaner die Burmastraße, die als wichtigste Versorgungslinie galt. Sie begannen aber schon am 18. Oktober wieder, neue Nachschubkonvois auf den Weg nach China zu schicken, da es nicht zu weiteren Friedensbemühungen zwischen Japan und China kam.
Ab Mai 1942 drangen Truppen des mit Japan verbündeten Thailand in den Osten Burmas (Shan-Staat) ein und führten Gefechte mit chinesischen Truppen, die unter dem Befehl des amerikanischen Generals Joseph Stilwell standen. Der einsetzende Monsun sowie Nachschubschwierigkeiten führten im Juni zum Abbruch der japanischen Offensivoperationen, nachdem mit Lashio und Myitkyina wichtige Verkehrsknotenpunkte im Norden Burmas erobert worden waren. Nachdem die Japaner ab dem 23. Juli 1941 ganz Indochina besetzt hatten und die Eisenbahnverbindung in Richtung Yunnan im September unterbrochen hatten, konnten auch von dort keine Nachschublieferungen mehr den Westen Chinas erreichen.

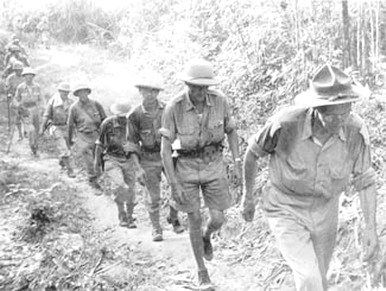
Stilwell zieht sich mit seinen Einheiten im Mai 1942 aus Burma nach Indien zurück

Der Verlust der Burmastraße von Lashio nach Kunming veranlasste Brigadier General John Magruder  den US-lend-lease-Administrator in China, Major John E. Ausland zu beauftragen, nach einer alternativen Strecke für die Nachschublieferungen im Norden Burmas zu suchen. Ausland, seines Zeichens Eisenbahningenieur, berichtete Magruder kurz darauf, dass das Gelände sehr unwegsam sei. Insbesondere sprach er dabei das Patkai-Gebirge entlang der indischen Grenze an, das den Bau einer Eisenbahnlinie äußerst erschweren würde.
Stilwell war als ranghöchster US-amerikanischer General in Personalunion Chef des Generalstabs der nationalchinesischen Truppen, Beauftragter des amerikanischen Präsidenten Roosevelt für die Nachschublieferungen nach China, Oberkommandierender der Luftbrücke „The Hump“ sowie der Oberkommandierende der US Luftwaffeneinheiten auf dem burmesisch-chinesischen Kriegsschauplatz. Zusammen mit dem britischen General William Slim entwickelte er Pläne zu einer Offensive mit dem Ziel, die Japaner wieder zurückzudrängen. Lieutenant Colonel Frank D. Merrill, Stillwells ausführender Offizier, unterbreitete den Vorschlag zum Bau einer Verbindungsstraße zur Burmastraße. Als Ausgangsort schlug er Ledo vor, da dort die von Kalkutta kommende Eisenbahnlinie endete. Die Straße folgte einer alten Karawanenroute bis nach Mongyu. Dort trifft sie kurz vor der chinesischen Grenze auf die Burmastraße, die nach Kunming führt. Bis diese Anfang 1945 fertiggestellt werden konnte, waren die Alliierten zur Unterstützung Chinas allerdings auf Lufttransporte angewiesen (→ The Hump).
Am 1. Dezember 1942 kamen der britische General Archibald Wavell und General Stilwell überein, den Bau der Ledo-Straße an das Northern Combat Area Command (NCAC) zu übergeben. General Claire Lee Chennault, Befehlshaber der in China operierenden American Volunteer Group („Flying Tigers“), bezweifelte, dass die von Stilwell angegebene mögliche Menge von 65.000 t Nachschub pro Monat über die Ledo-Straße befördert werden könne. Chennault schlug  vor, die Luftbrücke auszubauen. Stilwell führte die Luftbrücke fort, setzte sich jedoch auch massiv für den Bau der Straße ein.

## Bau
Da die Japaner den Nordosten Burmas nicht besetzt hatten, etablierte Stilwell seine Basis in Ledo und stellte die Nachschublieferungen unter das Kommando von Major General Raymond A. Wheeler. Wheeler, der Erfahrungen im Straßenbau hatte, begann mit seinen Einheiten den Bau der Straße am 16. Dezember 1942. Als Baufahrzeuge waren einige Bulldozer organisiert worden, mit denen eine Einheit im Vorlauf den Weg bereitete und andere Einheiten folgend die Straße mit zerkleinerten Steinen einigermaßen befestigten und stabilisierten, damit sie bei schlechtem Wetter nicht weggeschwemmt wird. Da die Umgebungsverhältnisse im Vorfeld nicht erkundet worden waren, musste das nun zum Bauzeitpunkt nachgeholt werden und das Vermessen der anzulegenden Kurven nahm zusätzlich Zeit in Anspruch. Vor allem als die Höhen des Patkai-Gebirges erreicht wurden, kamen die Bauarbeiten ins Stocken. Als im Februar 1943 der Pangsam-Pass freigesprengt werden musste und der Bedarf an Dynamit stieg, stockten zusätzlich noch die Nachschublieferungen. Dennoch erreichte die Straße am 28. Februar die burmesische Grenze.

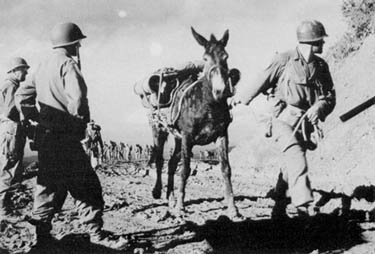
General Merrill (ganz links) überwacht seine Truppen an der burmesischen Grenze

Im März stieß eine chinesische Einheit zusätzlich zu den Bauarbeitern und unterstützte diese zuerst nur mit reiner Handarbeit. Als dann der Nachschub an Baufahrzeugen eintraf, entwickelte sich die Einheit zu einer der am besten ausgerüsteten Bautrupps an der Straße.
Die Japaner reagierten auf den Straßenbau zunächst mit dem Aufbau einer zweiten Armee, die versuchte, in das unwegsame Gelände nach Norden vorzudringen. Doch durch das schlechte Monsunwetter, alliierte Luftangriffe und Nachschubprobleme zogen sie sich wieder südlich zurück. Daraufhin konnte Stilwell die 38. Division der Chinesen in das Hukawng Tal beordern, um so den Straßenbau nach Süden abzusichern.
Durch den starken Monsun bis zum Mai 1943 konnte die Straße nur etwa 6 km weiter gebaut werden. Zusätzlich waren durch den Mangel an Ersatzteilen zwei Drittel aller Baufahrzeuge und fast die Hälfte der benötigten Lastkraftwagen nicht mehr betriebsbereit. Erst als weitere bauerfahrene Einheiten zum Bau der Straße abkommandiert wurden und auch mit dem Bau eines Flugfeldes in Indien die Nachschubsituation entschärft werden konnte, gingen die Arbeiten zügiger weiter. Die Reorganisation der Vorrats- und Lagerhaltung wurde vorangetrieben und nach dem Ende der Regenzeit auch wieder eine 24-stündige Schichtarbeit eingeführt, die bis dahin vernachlässigt worden war. Colonel Lewis A. Pick, der ab Oktober 1943 zu den Arbeiten gestoßen war, begann mit dem Anlegen einer nötigen Drainage und wurde von Stilwell beauftragt, eine Militärstraße nach Shingbwiyang bis zum Jahresende zu bauen. Am 27. Dezember erreichte die Ledo-Straße Shingbwiyang.
Im Hukawng-Tal traf die chinesische 38. Division zu Jahresbeginn 1944 auf starken japanischen Widerstand durch deren 18. Division, und es dauerte bis zur ersten Februarwoche, die Japaner bis südlich des Tanai-Flusses zurückzudrängen. Erst danach konnten die Arbeiten an der Straße wieder in der gewohnten Geschwindigkeit aufgenommen werden. Auch die neuerlichen Lieferungen größerer Schaufeln für die Räumfahrzeuge und weitere organisatorische Maßnahmen trugen dazu bei.
Unterdessen bereitete Stilwell seine Truppen auf den Angriff gegen die japanische Hauptbasis in Myitkyina vor. Die neu angekommene Einheit, die 5307th Provisional Composite Unit (dt. „5307. Kombinierter Verband (provisorisch)“), die von den Kriegskorrespondenten als Merrill’s Marauders nach ihrem neu eingesetzten Kommandierenden Offizier Frank D. Merrill benannt wurde, operierte von Walawbum aus, um das südliche Hukawng-Tal von Japanern freizuhalten. Sie wurden von zwei zusätzlichen chinesischen Divisionen und einer kleineren Panzereinheit unterstützt. Am 9. März konnten sie die japanische 18. Division aus Walawbum vertreiben. Die Japaner zogen sich in das Mogaung-Tal zurück. Damit war das südliche Hukawng Tal für den Weiterbau der Straße bereit, und Stilwell ordnete an, so viele Kilometer wie möglich bis zum Einbruch der Monsunzeit fertigzustellen. Dafür mussten im Tal größere und kleinere Flüsse mit Brücken überspannt werden. Dazu wurde unter anderem die von den Briten neu entwickelte Technik der Bailey-Brücke angewandt. Auch über den Bau von Balkenbrücken und H-20 Brücken wurde nachgedacht, wobei sich Colonel Pick für letztere entschied.
Nach schweren Kämpfen um Myitkyina, bei denen die Fronten mehrfach verschoben wurden, fiel die Stadt endgültig am 3. August an die Alliierten. Mitte Oktober wurde mit dem Bau einer Brücke über den Fluss Mogaung begonnen und die Ledo-Straße im November 1944 bei Mongyu mit der Burmastraße verbunden. In der Folge wurde die alte Burmastraße in Richtung der chinesischen Grenze nun genauso witterungstechnisch befestigt und ausgebaut wie die Ledo-Straße. Am 6. Dezember wurde eine 366 m lange Pontonbrücke über den Fluss Irrawaddy fertiggestellt. Die gesamte Verbindung nach Yunnan konnte dann am 27. Januar freigegeben werden, nachdem bei Wanting die Bauarbeiten an einer Brücke über den Fluss Shweli beendet worden waren.

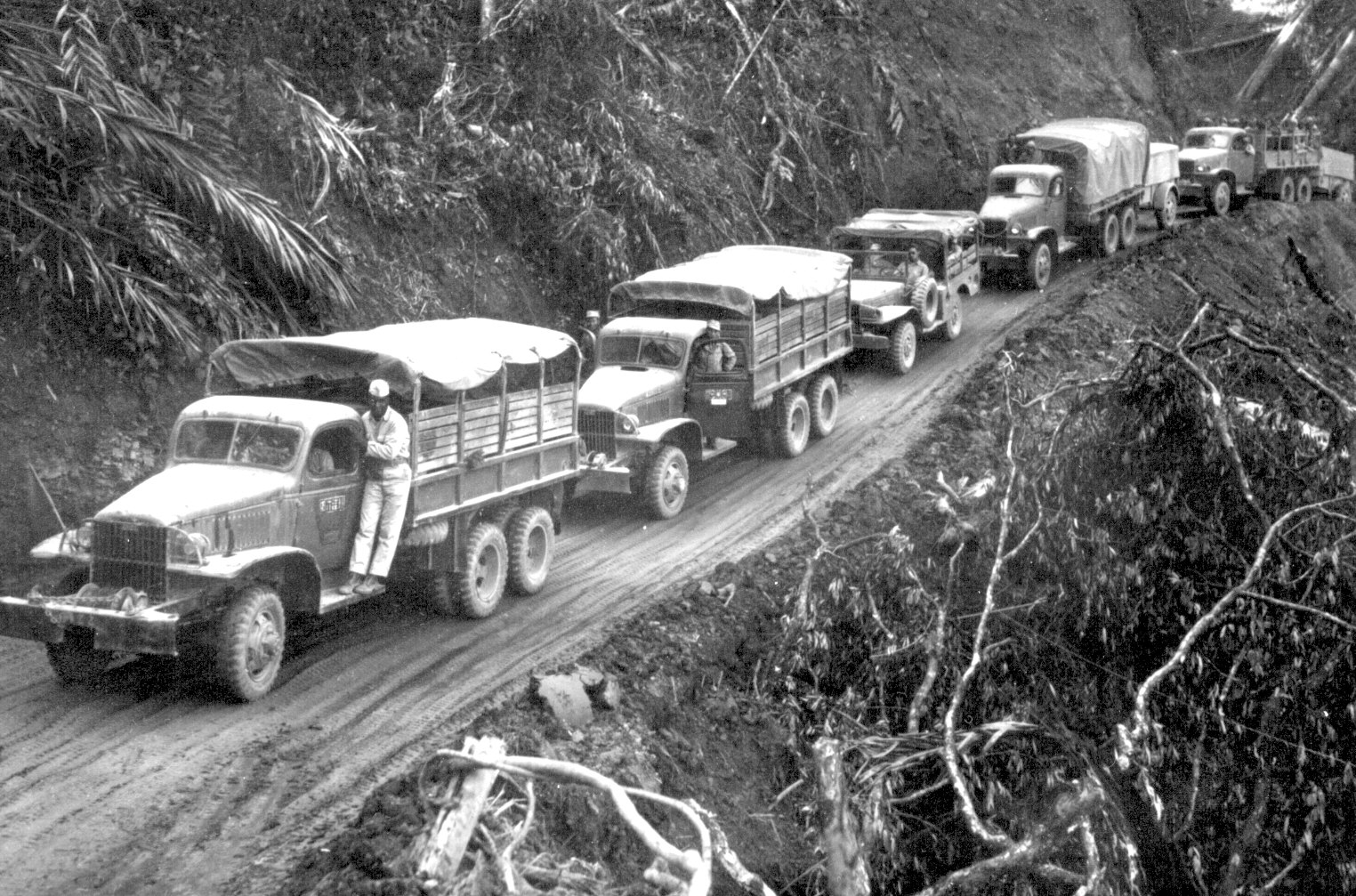
LKWs auf der Ledo-Straße

Der erste Konvoi startete am 12. Januar 1945 von Ledo aus  und erreichte  Myitkyina am 15. Januar. Dort wurde der Konvoi aus Sicherheitsgründen, die in der taktischen Situation begründet waren, bis zum 23. Januar angehalten. Die 113 Fahrzeuge erreichten Wanting am 28. Januar, wo der Konvoi vom chinesischen Außenminister empfangen wurde. Am 4. Februar 1945 kamen die Fahrzeuge in Kunming an. 
Die Straße wurde in drei Jahren von 15.000 amerikanischen Soldaten gebaut, die meisten davon Afro-Amerikaner, unterstützt von ca. 35.000 lokalen Arbeitern. Die Baukosten werden auf 150 Mio. USD geschätzt. 1.100 Amerikaner kamen beim Straßenbau ums Leben. Die Zahl der Todesopfer unter den einheimischen Arbeitern ist nicht bekannt, wird aber nicht unter ca. 4.000 liegen.